# James Cronin
James Watson Cronin (ur. 29 września 1931 w Chicago, zm. 25 sierpnia 2016 w Saint Paul) – amerykański fizyk cząstek elementarnych, laureat Nagrody Nobla w dziedzinie fizyki za odkrycie naruszania jednej z fundamentalnych zasad symetrii w rozpadach neutralnych mezonów K. Nagrodę Nobla otrzymał w roku 1980 wraz z Valem Fitchem.

## Życiorys
Studia zaczynał na Southern Methodist University w Dallas, na którym w 1951 roku zdobył tytuł magistra. Później przeniósł się na Uniwersytet Chicagowski, by w 1955 obronić doktorat.